# Sportski centar Morača
Sportski centar Morača (czarn. Спортски центар Морача) – wielofunkcyjna hala widowiskowo-sportowa zlokalizowana w stolicy Czarnogóry, Podgoricy. Położona na prawym brzegu rzeki Morača, od której wzięła swoją nazwę. Może pomieścić od pięciu do sześciu tysięcy widzów. Budowa obiektu rozpoczęła się w 1978 roku. Pierwszym meczem rozegranym na tym obiekcie było towarzyskie spotkanie koszykarskie, w którym zmierzyły się drużyna Jugosławii z drużyną uniwersytetu Wichita ze Stanów Zjednoczonych. W roku 2005 i 2018 hala została zmodernizowana. Mecze w roli gospodarza rozgrywa tu drużyna koszykówki KK Budućnost, oraz żeńska drużyna piłki ręcznej, ŽRK Budućnost. Odbywały się tu między innymi mecze eliminacyjne EuroBasketu 2005.

## Mecze w ramach Mistrzostw Europy w Piłce Ręcznej Kobiet 2022
Rozegrano tutaj sześć meczów grupy D mistrzostw Europy piłkarek ręcznych:
| 5 listopada 202218:00 | Czarnogóra                             | 30:23(12:9) | Hiszpania             | Sportski centar Morača, Podgorica Widzów: 3019 Sędzia: Ana Vranes Marlis Wenninger |
| 5 listopada 202218:00 | Đurđina Jauković 5 Jovanka Radičević 5 | 30:23(12:9) | 5 Alexandrina Barbosa | Sportski centar Morača, Podgorica Widzów: 3019 Sędzia: Ana Vranes Marlis Wenninger |
| 5 listopada 202218:00 | 4×                                     | 30:23(12:9) | 3× · 1×               | Sportski centar Morača, Podgorica Widzów: 3019 Sędzia: Ana Vranes Marlis Wenninger |

| 5 listopada 202220:30 | Polska         | 23:25(12:11) | Niemcy            | Sportski centar Morača, Podgorica Widzów: 3019 Sędzia: Vanja Antić Jelena Jakovljević |
| 5 listopada 202220:30 | Magda Balsam 5 | 23:25(12:11) | 8 Alina Grijseels | Sportski centar Morača, Podgorica Widzów: 3019 Sędzia: Vanja Antić Jelena Jakovljević |
| 5 listopada 202220:30 | 5× · 1×        | 23:25(12:11) | 2× · 1×           | Sportski centar Morača, Podgorica Widzów: 3019 Sędzia: Vanja Antić Jelena Jakovljević |

| 7 listopada 202218:00 | Niemcy                         | 25:29(12:15) | Czarnogóra         | Sportski centar Morača, Podgorica Widzów: 3406 Sędzia: Igor Covalciuc Alexei Covalciuc |
| 7 listopada 202218:00 | Alina Grijseels 7 Emily Bölk 7 | 25:29(12:15) | 9 Đurđina Jauković | Sportski centar Morača, Podgorica Widzów: 3406 Sędzia: Igor Covalciuc Alexei Covalciuc |
| 7 listopada 202218:00 | 4× · 1× · 1×                   | 25:29(12:15) | 2×                 | Sportski centar Morača, Podgorica Widzów: 3406 Sędzia: Igor Covalciuc Alexei Covalciuc |

| 7 listopada 202220:30 | Hiszpania             | 21:22(12:12) | Polska              | Sportski centar Morača, Podgorica Widzów: 3406 Sędzia: Tatjana Praštalo Vesna Balvan |
| 7 listopada 202220:30 | Alexandrina Barbosa 7 | 21:22(12:12) | 5 Monika Kobylińska | Sportski centar Morača, Podgorica Widzów: 3406 Sędzia: Tatjana Praštalo Vesna Balvan |
| 7 listopada 202220:30 | 4×                    | 21:22(12:12) | 4× · 1×             | Sportski centar Morača, Podgorica Widzów: 3406 Sędzia: Tatjana Praštalo Vesna Balvan |

| 9 listopada 202218:00 | Polska              | 23:26(12:12) | Czarnogóra           | Sportski centar Morača, Podgorica Widzów: 4317 Sędzia: Ozern Backović Mirko Palačković |
| 9 listopada 202218:00 | Monika Kobylińska 6 | 23:26(12:12) | 12 Jovanka Radičević | Sportski centar Morača, Podgorica Widzów: 4317 Sędzia: Ozern Backović Mirko Palačković |
| 9 listopada 202218:00 | 4×                  | 23:26(12:12) | 2× · 2×              | Sportski centar Morača, Podgorica Widzów: 4317 Sędzia: Ozern Backović Mirko Palačković |

| 9 listopada 202220:30 | Niemcy            | 21:23(10:11) | Hiszpania       | Sportski centar Morača, Podgorica Widzów: 4317 Sędzia: Eskil Braseth Leif Andre Sundet |
| 9 listopada 202220:30 | Alina Grijseels 6 | 21:23(10:11) | 6 Carmen Campos | Sportski centar Morača, Podgorica Widzów: 4317 Sędzia: Eskil Braseth Leif Andre Sundet |
| 9 listopada 202220:30 | 3×                | 21:23(10:11) | 3× · 1×         | Sportski centar Morača, Podgorica Widzów: 4317 Sędzia: Eskil Braseth Leif Andre Sundet |